# キャム・ニュートン
キャメロン・ジェレル・ニュートン（Cameron Jerrell Newton、1989年5月11日 - ）は、アメリカ合衆国ジョージア州サバンナ出身のアメリカンフットボール選手。ポジションはクォーターバック（QB）。父のセシル・ニュートン・シニアも元NFL選手で、セイフティとしてダラス・カウボーイズでプレイしている。兄のセシル・ニュートン・ジュニアはセンターとしてジャクソンビル・ジャガーズ、ボルチモア・レイブンズに所属したNFL選手である。
身長196cmと大柄な体格ながら、スピードとパワーを兼ね備えたランに、強肩から放たれるパスも魅力的な選手である。

## 経歴

### 幼少期
アトランタで生まれる。幼少期は野球とバスケットボールをプレーしていた。ウェストレイク高校に進学し、ハイスクールフットボールチームに参加する。16歳の頃、2500パスヤード、23パスタッチダウン、638ヤードラン、9ランタッチダウンなどの記録を出し、モバイルクォーターバックとして注目されていた。高校卒業時には6つの大学からオファーがあり、その中からフロリダ大学に進学することとなった。

### 大学時代

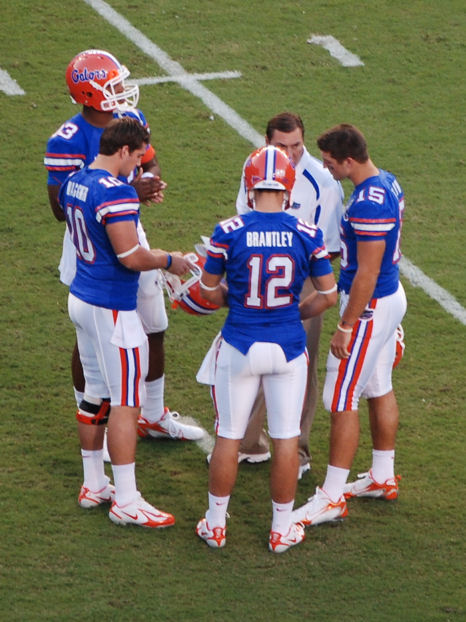
左ニュートン、右ティーボウ

2007年フロリダ大学に入学。1学年上にはティム・ティーボウがいた。一年間は主に控えQBとして活動し、2008年2年生になると足首を負傷し、選手登録をしないレッドシャツとなったが、その間に学生寮からノートPCを盗み、なおかつ警察の捜査の際にそのノートPCを窓から投げ捨てて証拠隠滅を図ったとして窃盗容疑で逮捕された。このためニュートンは放校処分になり、テキサス州にあるコミュニティカレッジのブリン大学に編入。ブリン大学で1年間フットボールで活躍したことで、オーバーン大学に編入した。

2010年に編入したオーバーン大ではエースQBとしてパスとランの両方でエース並みの活躍をする。12月にはハイズマン賞のほかマクスウェル賞、ウォルター・キャンプ賞などを受賞。1月にはオレゴン大学とのBCSナショナルチャンピオンシップゲームに勝利し、14戦全勝で全米王者に輝いた。

#### リクルート不正疑惑
オーバーン大学時代、父のセシル・ニュートンがNCAAの規則に反し、キャム・ニュートンが著名なカレッジフットボール・チームでプレーする見返りに多額の金銭を求めたという疑惑に巻き込まれた。2010年11月初旬、ミシシッピ州立大学がメディアに報告したところによると、約1年前にブリン大学から息子・キャムを勧誘する際に、セシルはキャムのサービスを確保するには「奨学金以上のもの」が必要だと言ったという。オーバーン大学は、調査を通じて、ペイ・フォー・プレイのスキームには一切関与しておらず、キャム・ニュートンにはプレーする資格が十分にあると主張した。メディアによる圧力の高まりとNCAAの調査により、セシルはキャムのハイズマン賞授賞式に出席しないことを発表した。2011年10月、NCAAはキャム・ニュートンのリクルートに関する13ヶ月間の調査を正式に終了し、オーバーン大学による不正なリクルートの疑惑や憶測を立証することができず、セシル・ニュートンはミシシッピ州から現金の支払いを求めただけであり、他のどの機関も彼の息子をリクルートしようとはしていなかったと結論付けた。 

#### 大学での通算成績
| 年度 | チーム     | パス      | パス      | パス      | パス        | パス             | パス | パス | ラン      | ラン        | ラン             | ラン |
| 年度 | チーム     | 成功 回数 | 試投 回数 | 成功 確率 | 獲得 ヤード | 平均 獲得 ヤード | TD   | Int  | 試行 回数 | 獲得 ヤード | 平均 獲得 ヤード | TD   |
| ---- | ---------- | --------- | --------- | --------- | ----------- | ---------------- | ---- | ---- | --------- | ----------- | ---------------- | ---- |
| 2007 | フロリダ   | 5         | 10        | 50.0      | 40          | 4.0              | 0    | 0    | 16        | 103         | 6.4              | 3    |
| 2008 | フロリダ   | 1         | 2         | 50.0      | 14          | 7.0              | 0    | 0    | 5         | 10          | 2.0              | 1    |
| 2009 | ブリン     | 204       | 336       | 60.7      | 2,833       | 8.4              | 22   | 5    | 108       | 655         | 6.1              | 16   |
| 2010 | オーバーン | 185       | 280       | 66.1      | 2,854       | 10.2             | 30   | 7    | 264       | 1,473       | 5.6              | 20   |
| 計   | 計         | 395       | 628       | 62.9      | 5,741       | 9.1              | 52   | 12   | 393       | 2,241       | 5.7              | 40   |

### カロライナ・パンサーズ（第1期）
2011年のNFLドラフトで、全体1位でカロライナ・パンサーズが指名。大学最終年に上記のリクルート不正疑惑が取り沙汰されたことや、さらに過去の窃盗容疑や自身の軽はずみな発言なども重なり、ニュートンの素行の悪さなどが取り上げられ、ブライアン・ビリックなど過小評価する専門家が多かった。
2011年ルーキーイヤー、プレシーズンで今一つ活躍できなかったことで、前述の専門家らの評価を上げることはできなかったが、2011年シーズンが始まると、いきなりデビュー戦で422ヤード、3TDというチームの全得点を叩き出す内容を残した。開幕戦で新人のパス400ヤード越えはリーグ史上初の記録となった。13週のタンパベイ・バッカニアーズ戦でTDランを3つ決め、QBとしてのシーズン最多TDラン記録を樹立。16週のバッカニアーズ戦ではペイトン・マニングが持っていた新人シーズン最多パス獲得ヤード記録を更新。最終的にパス4,051ヤード、21TDパス（14TDラン）、17INTの大活躍。この年の最優秀新人攻撃選手を受賞した。ニューヨーク・ジャイアンツのQBイーライ・マニングの代役としてだが、プロボウルにも選出された。
2012年、地区優勝最有力に挙げられるほど評価の高かったパンサーズだったが、序盤5連敗を含めチームは大きく負け越す結果となり、その責任をニュートンのリーダーシップの欠如が原因だと酷評を受けていた。しかし、後半に入るとパンサーズらしい爆発的なオフェンス力を見事に復活させ、チームを建て直し地区2位でシーズンを終了した。ニュートン自身も去年同様ランで活躍する一方、INTを減らしパス成績も安定した数字を残した。
2013年、第11週のニューイングランド・ペイトリオッツ戦では残り約1分に、テッド・ギン・ジュニアへ逆転TDパスを決めるなど3TDパスをあげて、24-20で勝利した。第16週のニューオーリンズ・セインツ戦で残り23秒にドメニク・ヒクソンへの14ヤードの逆転TDパスを成功し勝利、パンサーズは2008年以来となるプレーオフ進出を決めた。

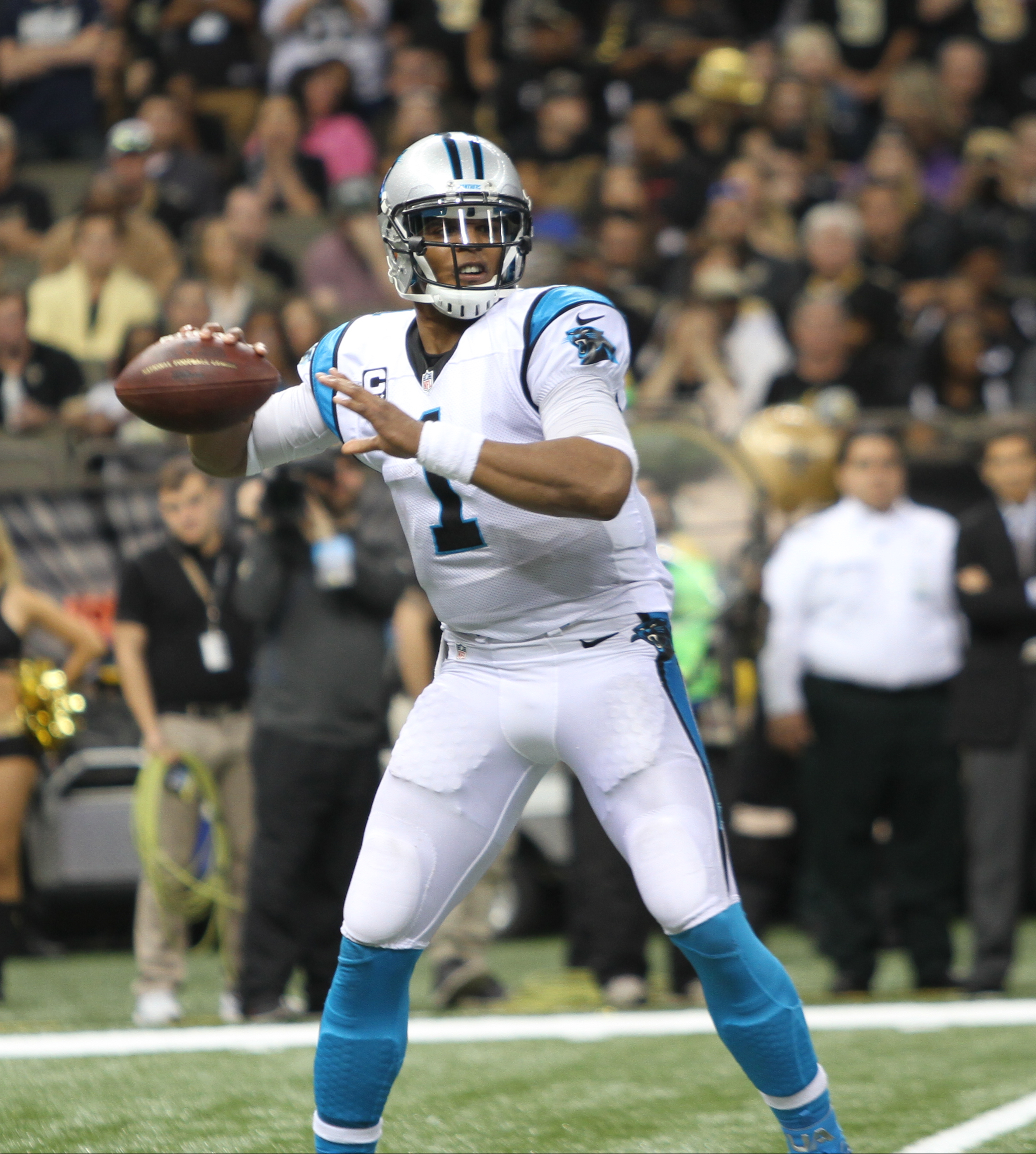
2015年のニュートン

2015年、シーズンを通して好調で、チームも順調に勝ち星を積み重ねる。結果、ニュートン個人はシーズンMVPに選ばれ、チームは開幕14連勝などによりNFC第1シードを獲得し、プレーオフも勝ち、2003年以来2度目のスーパーボウル出場を果たした。第50回スーパーボウルではデンバー・ブロンコスのペイトン・マニングと初のドラフト1位指名QB対決であったり、ボン・ミラーとの2011年ドラフト1位・2位対決など試合前から注目されていたものの10-24で敗退。このシーズンは、2015年3月から2016年2月の間で、ニュートンのグッズはNFLで7番目に売れた。
2016年、デンバー・ブロンコスとの開幕戦でスティーブ・ヤングが持っていたQBのTDラン記録を更新する44回目のTDランをあげた。同じ試合でのTDラン、TDパスを記録した32試合目となり、こちらもヤングの記録を更新、NFL新記録となった。これにより、オットー・グレアムが持つプロフットボール記録にも並んだ。10月2日のアトランタ・ファルコンズ戦で2ポイントコンバージョンを狙った際、脳震盪を起こし、その試合中は試合に戻ることができず、翌週のタンパベイ・バッカニアーズ戦も欠場した。12月4日のシアトル・シーホークス戦はドレスコード違反のため、最初の攻撃シリーズをベンチで過ごした。ニュートンが途中出場したのは、2011年の入団以来初めてのことであった。この年19TDパス、14INT、パス成功率は自己最低の52.9%に終わった。チームも6勝10敗に終わったが、NFLトップ100の44位に評価された。
2017年3月30日、右肩の手術を受けた。10月4日の記者会見で女性を蔑視する発言を行い、その影響でダノンとのスポンサー契約が打ち切られた。第10週のマイアミ・ドルフィンズとのマンデーナイトゲームでパス254ヤード、ラン95ヤード、合計4タッチダウンをあげて、その週のNFC最優秀攻撃選手に選ばれた。この年パス3302ヤード、22TD、16INT、ランでは自己最高の754ヤードを走った。チームはプレーオフに第5シードで進出、ニューオーリンズ・セインツとの＠プレーオフではパス40回中24回成功、349ヤード、2TDをあげたがチームは26-31で敗れた。シーズン終了後、NFLトップ100の25位に評価された。
2018年、第7週のフィラデルフィア・イーグルス戦では0-17とリードされて第4Qを迎えたが、第4Qにパス22回中16回成功、201ヤード、2TDパスの活躍で21-17と逆転勝利、この週のNFC最優秀攻撃選手に選ばれた。チームは開幕から8試合で6勝2敗の成績をあげたが、その後ニュートンの肩の怪我もあり6連敗、シーズン終盤は、テイラー・ハイニケ、カイル・アレンが先発QBを務めた。
2019年、プレシーズン第3週のニューイングランド・ペイトリオッツ戦で左足を負傷した。この怪我の影響によりレギュラーシーズンは開幕戦と第2週の2試合のみの出場に留まった。この年はパス成功率56%、タッチダウン0回に終わった。2020年3月、チームからリリースされた
。

### ニューイングランド・ペイトリオッツ
2020年6月28日、エースQBのトム・ブレイディが移籍し、QBが不在となっていたニューイングランド・ペイトリオッツと1年契約を結んだ。2020年10月3日、新型コロナウイルス感染症検査で陽性と診断され、翌4日の試合は5日に延期された。ニュートンはリザーブリストに入れられて欠場した。このシーズンは15試合に先発し、パス成功率65.8％、2,657ヤード、タッチダウン8回、インターセプト10回、ランでは592ヤード、タッチダウン12回という成績であった。
2021年3月にチームと1年契約を結び直したが、8月31日にペイトリオッツからリリースされた。

### カロライナ・パンサーズ（第2期）
2021年11月11日、古巣カロライナ・パンサーズへの復帰が発表された。3日後の11月14日、アリゾナ・カーディナルズ戦に途中出場して2つのタッチダウンを挙げ、チームを勝利に導いた。しかし、ニュートンがその後に先発した5試合すべてで敗戦し、翌シーズン開幕前の再契約をすることはできなかった。

## 人物
タッチダウン・セレブレーションで、スーパーマン・セレブレーションを行っている。
2012年11月、マイクロソフトのWindows Phone 8のCMに登場した。
ペイトン・マニングやトム・ブレイディのように寡黙にプレイするクォーターバックが多い中で、プレイ中に笑顔を見せることが多いのも特徴である。

## 詳細情報

### 年度別成績

#### レギュラーシーズン
| 年度      | チーム    | 背 番 号  | 試合 | 試合 | パス      | パス      | パス      | パス        | パス             | パス | パス | パス          | ラン      | ラン        | ラン             | ラン | ファンブル    | ファンブル |
| 年度      | チーム    | 背 番 号  | 出場 | 先発 | 成功 回数 | 試投 回数 | 成功 確率 | 獲得 ヤード | 平均 獲得 ヤード | TD   | Int  | レイテ ィング | 試行 回数 | 獲得 ヤード | 平均 獲得 ヤード | TD   | ファン ブル数 | ロスト     |
| --------- | --------- | --------- | ---- | ---- | --------- | --------- | --------- | ----------- | ---------------- | ---- | ---- | ------------- | --------- | ----------- | ---------------- | ---- | ------------- | ---------- |
| 2011      | CAR       | 1         | 16   | 16   | 310       | 517       | 60.0      | 4,051       | 7.8              | 21   | 17   | 84.5          | 126       | 706         | 5.6              | 14   | 5             | 2          |
| 2012      | CAR       | 1         | 16   | 16   | 280       | 485       | 57.7      | 3,869       | 8.0              | 19   | 12   | 86.2          | 127       | 741         | 5.8              | 8    | 10            | 3          |
| 2013      | CAR       | 1         | 16   | 16   | 292       | 473       | 61.7      | 3,379       | 7.1              | 24   | 13   | 88.8          | 111       | 585         | 5.3              | 6    | 3             | 1          |
| 2014      | CAR       | 1         | 14   | 14   | 262       | 448       | 58.5      | 3,127       | 7.0              | 18   | 12   | 82.1          | 103       | 539         | 5.2              | 5    | 9             | 5          |
| 2015      | CAR       | 1         | 16   | 16   | 296       | 495       | 59.8      | 3,837       | 7.8              | 35   | 10   | 99.4          | 132       | 636         | 4.8              | 10   | 5             | 4          |
| 2016      | CAR       | 1         | 15   | 14   | 270       | 510       | 52.9      | 3,509       | 6.9              | 19   | 14   | 75.8          | 90        | 359         | 4.0              | 5    | 3             | 2          |
| 2017      | CAR       | 1         | 16   | 16   | 291       | 492       | 59.1      | 3,302       | 6.7              | 22   | 16   | 80.7          | 139       | 754         | 5.4              | 6    | 9             | 1          |
| 2018      | CAR       | 1         | 14   | 14   | 320       | 471       | 67.5      | 3,395       | 7.2              | 24   | 13   | 94.2          | 101       | 488         | 4.8              | 4    | 6             | 0          |
| 2019      | CAR       | 1         | 2    | 2    | 50        | 89        | 56.2      | 572         | 6.4              | 0    | 1    | 71.0          | 5         | -2          | -0.4             | 0    | 2             | 2          |
| 2020      | NE        | 1         | 15   | 15   | 242       | 368       | 65.8      | 2,657       | 7.2              | 8    | 10   | 82.9          | 137       | 592         | 4.3              | 12   | 6             | 1          |
| 2021      | CAR       | 1         | 8    | 5    | 69        | 126       | 54.8      | 684         | 5.4              | 4    | 5    | 64.4          | 47        | 230         | 49               | 5    | 64            | 1          |
| NFL：11年 | NFL：11年 | NFL：11年 | 148  | 144  | 2,6182    | 4,474     | 59.9      | 32,382      | 7.2              | 194  | 123  | 85.2          | 1,118     | 5,628       | 5.0              | 75   | 62            | 22         |

- 2020年度シーズン終了時
- 太字は自身最高記録
- ■はシーズンMVP受賞年
- ■はQBとしてのNFL記録

#### ポストシーズン
| 年度 | チーム | 試合 | 試合 | パス      | パス      | パス      | パス        | パス             | パス | パス | パス          | ラン      | ラン        | ラン             | ラン | ファンブル    | ファンブル |
| 年度 | チーム | 出場 | 先発 | 成功 回数 | 試投 回数 | 成功 確率 | 獲得 ヤード | 平均 獲得 ヤード | TD   | Int  | レイテ ィング | 試行 回数 | 獲得 ヤード | 平均 獲得 ヤード | TD   | ファン ブル数 | ロスト     |
| ---- | ------ | ---- | ---- | --------- | --------- | --------- | ----------- | ---------------- | ---- | ---- | ------------- | --------- | ----------- | ---------------- | ---- | ------------- | ---------- |
| 2013 | CAR    | 1    | 1    | 16        | 25        | 64.0      | 267         | 10.7             | 1    | 2    | 79.9          | 10        | 54          | 5.4              | 0    | 0             | 0          |
| 2014 | CAR    | 2    | 2    | 41        | 68        | 60.3      | 444         | 6.5              | 4    | 3    | 80.8          | 18        | 72          | 4.0              | 0    | 3             | 2          |
| 2015 | CAR    | 3    | 3    | 53        | 91        | 58.2      | 761         | 8.4              | 3    | 2    | 87.3          | 27        | 95          | 3.5              | 2    | 2             | 2          |
| 2017 | CAR    | 1    | 1    | 24        | 40        | 60.0      | 349         | 8.7              | 2    | 0    | 105.1         | 8         | 37          | 4.6              | 0    | 0             | 0          |
| 計   | 計     | 7    | 7    | 130       | 224       | 59.8      | 1,821       | 8.6              | 10   | 7    | 83.9          | 63        | 258         | 4.0              | 2    | 5             | 4          |

- 2018年度シーズン終了時
- 太字はスーパーボウル出場

### 個人賞
- NFL MVP（2015年）
- NFL最優秀攻撃選手賞（2015年）
- ペプシNFL最優秀新人選手賞（2011年）